# 希琴格斯科耶湖
59°56′52″N 41°21′22″E / 59.94778°N 41.35611°E
希琴格斯科耶湖（俄语：Шиченгское），是俄羅斯的湖泊，位於該國西北部，由沃洛格達州負責管轄，長4.3公里、寬2.5公里，面積10.2平方公里，海拔高度144米，湖岸線長度12.5公里，平均水深1.6米，最大水深2.5米。